# 16017 Street
16017 Street (1999 CX65) là một tiểu hành tinh vành đai chính được phát hiện ngày 12 tháng 2 năm 1999 bởi nhóm nghiên cứu tiểu hành tinh gần Trái Đất phòng thí nghiệm Lincoln ở Socorro.